# Paul-Victor de Seze
Pour les articles homonymes, voir de Sèze.
Pour les autres membres de la famille, voir Famille de Sèze.
Paul-Victor de Seze ou Paul-Victor de Sèze, né le 15 décembre 1754 à Saint-Émilion (Gironde) et mort le 1er avril 1830 à Saint-Médard-d'Eyrans (Gironde), est un médecin, député, et recteur français. Il fut le premier recteur de l'Académie de Bordeaux, en 1809.
Il est le frère de l'avocat Raymond de Sèze, et le père d'Aurélien de Seze, amant de George Sand

## Biographie
Né à Saint-Émilion le 15 décembre 1754, il fait ses études de médecine à Montpellier et publie en 1774, à l'âge de 23 ans, sa dissertation inaugurale. 
Agrégé au Collège de la faculté de Bordeaux en 1783, il entre la même année à l'Académie royale des sciences, belles-lettres et arts de Bordeaux, puis au musée de Bordeaux, société littéraire émanation de la franc-maçonnerie, dont il faisait partie. Il publie en 1789 les Vœux d'un Citoyen dans lequel il plaide pour une monarchie constitutionnelle. 
Élu le 10 avril 1789 comme représentant de la sénéchaussée de Guyenne aux États généraux, il prête le serment du Jeu de paume. Il s'oppose à la loi sur les émigrés et à la constitution civile du clergé, mais se fait remarquer pour ses interventions en faveur des hôpitaux, de la salubrité urbaine, de l'éducation publique et surtout de la reconnaissance de la citoyenneté des Juifs et des Noirs. À la dissolution de la Constituante le 25 septembre 1791, il rentre à Bordeaux et échappe au mandat d'amener qui fut lancé contre lui durant la Terreur. 
Fondateur de la Société clinique de santé en 1796, il se voit confier les cours de la matière médicale à l'école pratique de Saint-André à Bordeaux. En 1801, il est appelé à la Commission consultative de la préfecture.
Porté à la présidence de la Société de médecine de Bordeaux en 1803, il préside également la première assemblée du Collège électoral de l'arrondissement de Bordeaux du 17 germinal an XI. Il fut le premier recteur de l'Académie de Bordeaux, nommé le 24 août 1809. Il prend le parti du retour de la royauté le 12 mars 1814 et fait partie du conseil du duc d'Angoulème lors de la première restauration. 
Démissionnaire pendant les Cent-Jours, il est réintégré au rectorat à la chute de Napoléon. Administrateur de l'école des sourds-muets, associé non résident de l'Académie royale de médecine de Paris, membre de la Société de médecine dès 1821, il est porté au rang d’officier de l'ordre royal de la Légion d'honneur en 1824. Il décède dans son château d'Eyran, à Saint-Médard-d'Eyrans (Gironde), le 1er avril 1830.

### Écrits
- Les vœux d'un citoyen, 1789
- "Recherches physiologiques et philosophiques sur la sensibilité ou la vie animale" 1786
- "Dissertation medica de affectibus soporisis" 1774

### Sources
- « Paul-Victor de Seze », dans Adolphe Robert et Gaston Cougny, Dictionnaire des parlementaires français, Edgar Bourloton, 1889-1891 [détail de l’édition]